# 百年战争
百年戰爭（法語：Guerre de Cent Ans）是1337年至1453年間英格蘭王國與法蘭西王國發生的一系列軍事衝突，因原為法國貴族的英格蘭王室金雀花家族與法國王室的領土爭議而起。這場戰爭交戰雙方的盟友數量眾多且不斷更迭，以致廣義的西欧國家皆被牽扯進來。法國最終戰勝英格蘭，佔領英格蘭控制的大陸領土。
自法國诺曼底公爵威廉征服英格蘭以來，法國王族卡佩家族一直與身兼法國貴族的英格蘭王族存有領土異議，這段爭議從威廉的子孫诺曼底王朝一直延續到金雀花王朝。然而到了13世紀，金雀花王朝在多場戰爭中失利，其大陸領土不斷被法國王族蠶食。1328年2月1日，法國國王查理四世去世，其堂兄腓力六世依據男性子嗣的繼承慣例於不久後繼承王位，此舉雖引起查理四世的外甥愛德華三世的不滿，但後者仍向前者稱臣，直到1330年代雙方因蘇格蘭問題與領土爭議發生齟齬，腓力六世沒收吉耶讷，愛德華三世才再次聲索法國王位，雙方爆發戰爭。
戰爭初期，法軍與英軍在多條戰線僵持，直到英軍在低地地區慘敗後雙方休戰。之後，兩國介入布列塔尼繼承戰爭，然後再度休戰。1345年，愛德華三世進攻法國，於隔年贏得克雷西會戰，然後攻佔加来並簽署停戰協議。1355年，雙方重啟戰火，英軍在普瓦捷戰役大敗法軍，俘虜法王約翰二世。1359年，愛德華三世發動第三次攻勢，但在進攻兰斯、威嚇巴黎皆失敗後，於次年同法國簽訂《布勒丁尼條約》。1364年，查理五世即位為王，他與統帥盖克兰之後利用國際形勢與費邊戰術，收復絕大部分英佔領土。
15世紀初期，法國國內爆發經濟危機與強邦勃艮第公國反叛，英王亨利五世決定入侵法國。1415年，英軍贏得阿金库尔战役，聯合勃艮第攻佔大量法國領土，迫使法王查理六世簽訂《特魯瓦條約》，立亨利五世為法國王位繼承人。英王亨利五世去世後，攝政贝德福德公爵率英軍繼續擴大征服範圍。1429年，聖女貞德率軍解圍奧爾良，然後取得數場勝利，使查理七世得以前往蘭斯加冕。1435年，勃艮第公國不再與英格蘭王國結盟。戰爭末期，法軍分別在福爾米尼戰役與卡斯蒂永戰役殲滅英軍，取得戰爭勝利。
百年戰爭後，法國君主的權力得到加強，封建貴族與議會的地位被削弱。英國則是國王的權力逐漸被議會取代，貴族的地位得到提升，導致玫瑰战争的爆發。這場戰爭也促進了軍事科技的發展，多種火器都在戰爭期間使用與發展，在戰爭末期成為決定戰場勝負的利器，而法國組建的敕令騎士部隊也是西歐自羅馬帝國後第一支常備軍。除此之外，英國與法國的民族意識都在戰爭後逐步啟蒙，成為世界上較早一批的民族國家。

## 起因

1330年的法蘭西王國
1214年由法蘭西王室控制
1330年前曾受英格蘭控制
1330年英格蘭所屬領地

这场冲突的根源可以追溯到由居伊·布瓦提出的14世纪欧洲的人口、经济和政治的危机（人口加上税收负担增加导致的经济停滞危机）。而战争爆发的原因是由于法兰西国王和英格兰国王之间的涉及加斯科尼，弗兰德斯和苏格兰的紧张关系逐渐加剧从而对立而引起的，而其引发问题（战争，为了“法国皇冠”的王朝冲突）的官方托辞是由于1328年，卡佩家族腓力四世的最后一个儿子查理四世去世，断绝了男性直系。

### 英格蘭王國的大陆领地
中世紀前期，法国長期遭受北欧维京海盗打劫侵略。西法兰克王国加洛林王朝的查理三世以協助抵禦其他海盜為條件，於公元911年，同意維京人領袖羅洛及其族人定居在塞納河下游，英倫海峽南岸一塊肥沃的土地上，並封羅洛為公爵。由於維京人又稱為諾曼人，這塊土地稱為诺曼底（意思為諾曼人的封土）。維京人在此建立了诺曼底公国，停止海盜行為，並改奉天主教及接受法國文化，但諾曼第公國自此成为这片土地上不可忽视的一股力量。
1066年，諾曼第公爵征服者威廉渡海征服英格兰。其後150年内，說法語的諾曼第公爵同時為英格蘭王，統治英格蘭和诺曼底。可是诺曼底公国卻是法國國王的附屬國，導致双方地位失衡:1。1127年，征服者威廉的孫女瑪蒂爾達皇后嫁給安茹伯爵若弗魯瓦五世，他們的兒子亨利二世後來繼承了諾曼第及安茹兩大公國的爵位及在法國的領地，並在1154年加冕為英格蘭國王。之後，控制著法國西南部亞奎丹公國的法國王后亞奎丹的艾莉諾與法國國王路易七世離婚，並且嫁給了亨利二世，於是，亨利二世與埃莉諾所生的兒子理查一世繼位為英格蘭王時，獲得了亞奎丹的領土，加上諾曼第及安茹兩公國，英格蘭王控制法國近半的地區。
13世紀初，腓力二世在進行多次戰役後奪回大量金雀花王朝領土，如諾曼第及安茹兩地，約翰返回英格蘭。
1215年，約翰王在英格蘭貴族逼迫之下訂立大憲章，才保住英格蘭王位。此後百多年，法國貴族出身的英王，念念不忘要向法王取回祖宗的失地，而英王亦仍然控有法国西南沿岸一隅的亞奎丹，也成為銳意一統全國的法國王室的眼中釘。
14世紀時，法國想趕走仍然盤據西南地區的英格蘭，統一法國。後者非但不肯，還想奪回其祖先的土地，如诺曼底、曼恩、安茹等。兩國另因法蘭德斯的貿易糾紛，加深彼此的衝突。該地位於法國北疆，表面隸屬法國，實则獨自行政，且與英格蘭有很多羊毛貿易。

### 法国王位危机
法兰西规原先並未規定女性不可继承王位，然而女性的继承权在幾位法兰西國王路易十世（死于1316年），腓力五世（死于1322年），查理四世（死于1328年）逝世后曾多次提出，但每一次最终都由男性继承，最終形成繼承慣例。
1328年，当只有一独女的查理四世于去世，和他血缘最近的男性亲属英王爱德华三世。爱德华的血统继承自其母伊莎贝拉，查理四世的姐姐；但由于其性别，伊莎贝拉是否具有王位继承权同样是个问题。此外，法国贵族对接受一位英国国王的统治也犹豫不决。因此法国的贵族和教士们在巴黎集会，明确男性不能因母亲的继承权而继承王位。如此一来，最近的男性继承人就成了查理四世的堂兄瓦卢瓦伯爵腓力，并确定他应该加冕，成为腓力六世。

由于对腓力六世继承法蘭西王位不满，英王爱德华三世对法国怀有越来越大的敌意。此時腓力六世支持佛兰德的親法勢力鎮壓當地的起義，影響當地英国商人的羊毛貿易。为报复，爱德华三世曾下令禁止向法国出口羊毛。1337年，爱德华三世正式自称为法蘭西國王，而腓力六世亦宣佈收回爱德华三世在法國的所有領地，結果英法兩國全面開戰。

## 戰爭初期（1337-1345）

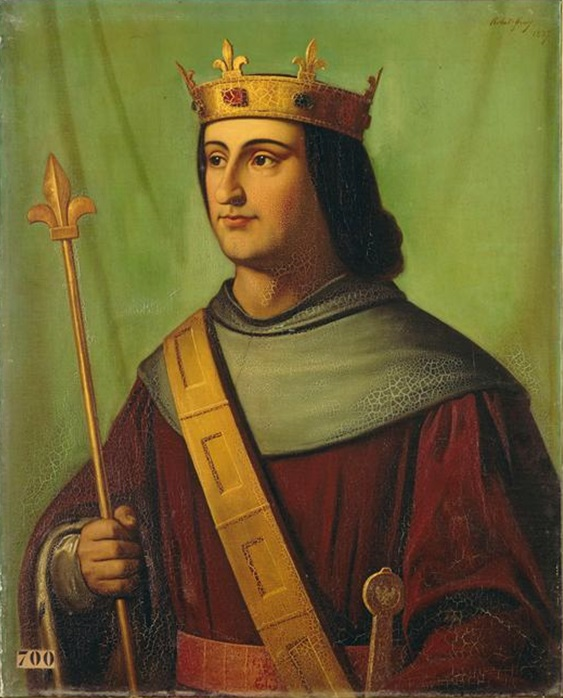
法王腓力六世

### 外交攻防
1330年代後期，愛德華三世開始為戰爭進行準備工作。1337年，他開始一系列的外交行動拉攏盟友，範圍一路由北海到接近瑞士。其中代表性的盟邦為布拉邦特公國、埃諾伯國、洛林公國、荷蘭伯國、海爾德公國、巴伐利亞公國、萊茵-普法茲伯國。但在南方的外交行動較為不順利，卡斯蒂利亚王国和那不勒斯王國都傾向支持法蘭西。
同時愛德華嘗試拉攏法蘭德斯伯國，但法蘭德斯伯爵力挺瓦盧瓦家族，拒絕成為英格蘭的保護國。愛德華便對法蘭德斯以及法蘭西實施禁運，法蘭德斯失去英格蘭的羊毛與糧食補給，頓時陷入混亂，1337年法蘭德斯各地爆發叛亂，從根特擴大到布魯日、伊珀爾等地，1339年法蘭德斯伯爵被富商雅各布·范阿特威爾德推翻，宣布中立來換取英格蘭取消禁運。並在1340年宣布支持愛德華三世為法蘭西國王。

### 首波衝突
1338年愛德華訪問歐陸，確保同盟穩固，並向神聖羅馬帝國請求支持，皇帝路易四世同意指派軍隊支援。1339年，愛德華率領聯軍由法蘭北部發動騎行劫掠作戰。不過這次騎行劫掠過程並不順利，1339年的收穫甚少，1340年的圖爾奈圍城戰又僵持不下，許多盟友選擇退出或倒戈。但是英軍在海上卻大有斬獲，1340年6月，斯魯伊斯海戰中，英格蘭首次展現長弓的優勢，擊潰法蘭西、西班牙、熱那亞聯合艦隊，此後長達三十年，英軍穩穩掌控英吉利海峽的制海權。不過因為在圖爾奈圍城戰中被法軍包圍，最後愛德華只好被迫求和，退回英格蘭本土。

### 布列塔尼繼承戰爭
由於愛德華入侵法蘭西不順，兩國簽訂了5年停戰條約，但是衝突並未停止。1341年，布列塔尼公爵身亡而未留下子嗣，公爵的弟弟讓·德·蒙福爾與他姪女的丈夫夏爾·德·布盧瓦互相爭權，英格蘭與法蘭西藉機介入雙方的鬥爭，英格蘭支持蒙福爾家族，法蘭西支持布盧瓦，在停戰期間利用雙方進行代理戰爭，使這場戰爭延續近二十五年。

## 第一階段：愛德華時期（1345-1360）

### 入侵加斯科涅
1345年夏末，5年停戰條約一到期，愛德華三世立刻兵分三路進攻法蘭西，其中一支登陸波爾多，征服1337年前被法王沒收的加斯科涅地區，德比伯爵葛洛斯蒙的亨利領軍在貝傑拉克與歐貝羅什戰役大獲全勝，成為開戰以來英軍首次在陸戰獲得全面勝利。加斯科涅地區成為了英法衝突的主戰場，腓力六世因此決定將法軍主力派往西南方收復失土，卻在艾吉永圍城戰中陷入泥淖，使法軍軍力分散，無法應對英軍的後續侵入。

### 愛德華三世的騎行劫掠行動
1346年，愛德華三世由诺曼底登陸再度發動騎行劫掠，沿途摧毀卡昂等經濟重鎮，打算直取巴黎。法王腓力六世率領優勢兵力前往攔截，並採取焦土作戰將英軍困在塞納河與索姆河之間。但愛德華三世成功突破索姆河的封鎖，並在8月26日於克雷西會戰一舉擊潰法軍，法王狼狽逃出，成為百年戰爭英軍三大捷的第一大捷，愛德華趁勢轉向北方圍攻加萊，1347年春天奪下這座歐陸上最接近英格蘭的城市，確保法軍無法渡海登陸英格蘭本土，並成為百年戰爭期間英軍最重要的補給據點。

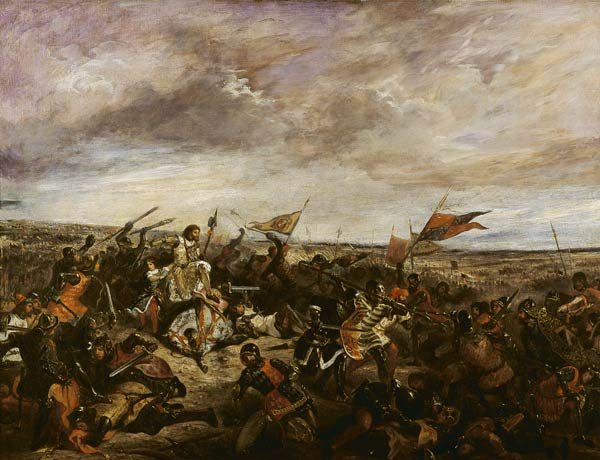
普瓦捷戰役

### 黑太子的騎行劫掠行動
由於克雷西會戰與英格蘭黑死病肆虐，雙方宣布停戰，但在1355年，黑太子愛德華對阿馬尼亞克、朗格多克與土魯斯地區發動騎行劫掠。隔年，黑太子從根據地亞奎丹發動北伐，法王約翰二世與其子再次帶領優勢兵力截擊，但是在1356年9月19日的普瓦捷戰役又遭到黑太子擊潰，且這一戰法軍大量貴族戰死，法王約翰二世與兩名王子也遭到俘虜，是為英軍第二大捷。僅有王太子（未來的查理五世）勉強逃過一劫，成為法蘭西攝政王。

### 法王被俘
法蘭西失去國王震撼了法國內部，國家瀕臨瓦解，雖然又和英軍簽訂一次和平條約，但法蘭西內部陷入混亂的四年。1358年爆發札克雷農民起義與巴黎首長領導三級革命，王太子疲於鎮壓叛亂，愛德華三世又趁亂發動蘭斯戰役。1360年王太子別無選擇，只好和英格蘭簽訂和平條約。

### 布勒丁尼條約
1360年，王太子查理簽訂屈辱性的布勒丁尼條約，稍後以加萊條約為名批准。根據條約，愛德華三世以放棄法蘭西王位為條件，獲得法蘭西西南部大片領土（亞奎丹、加斯科涅、普瓦圖地區）的合法統治權，還有法蘭西北部較小但仍然具有一定分量的土地。並且為了釋放法王約翰二世，還向王太子查理要求三百萬金幣的巨額贖金。

## 第一停戰期（1360-1369）

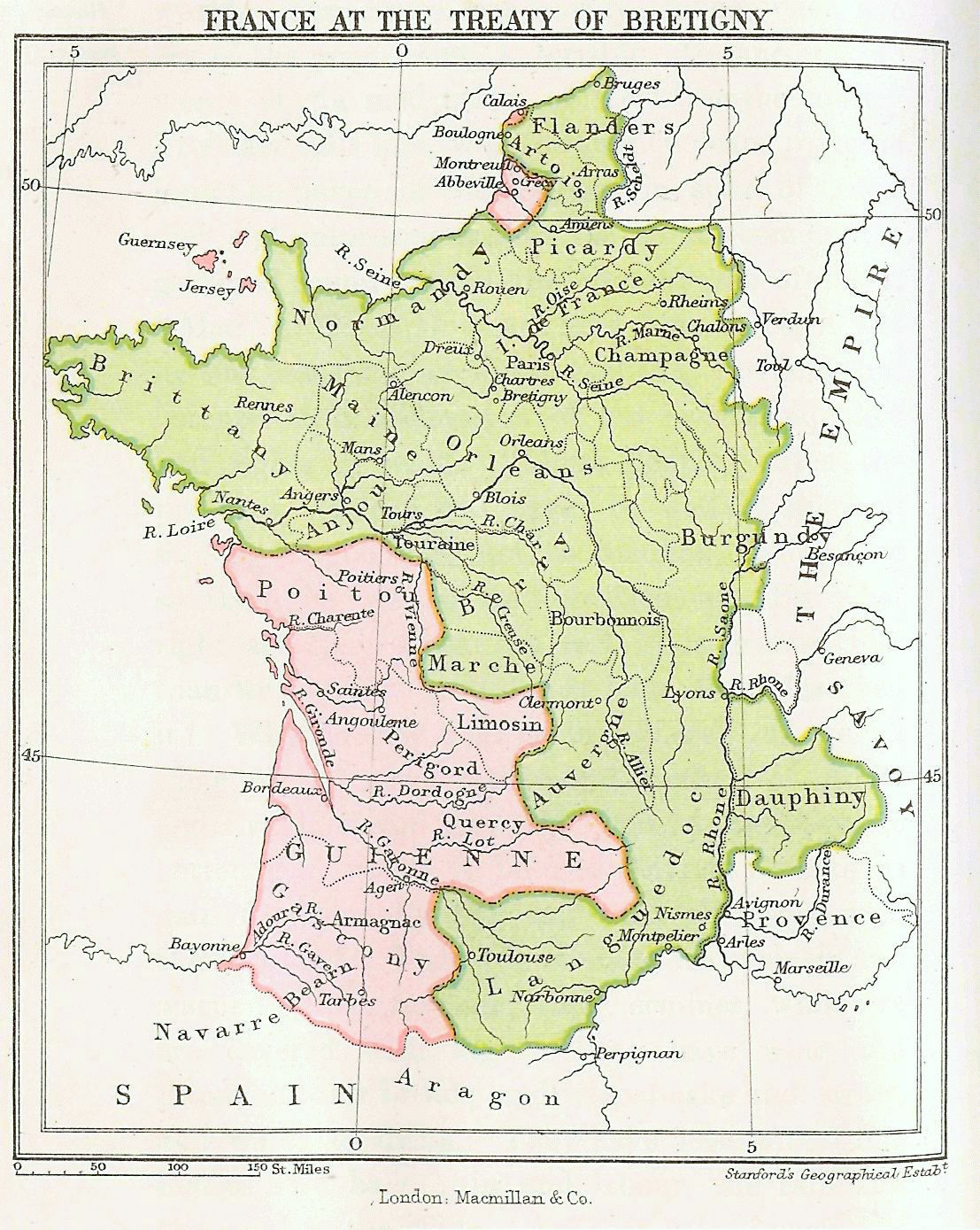
布勒丁尼條約後的法蘭西：綠色為法蘭西領土；粉色為英格蘭領土。

### 法王歸來
英法之間迎來不易的和平，雖然根據條約，約翰二世被釋放而回歸王位，但他發現法蘭西的內部問題嚴重到他已無力挽救。
- 勃艮第公國

1361年，年僅15歲的勃艮第公爵菲利普一世驟逝而沒有留下繼承人，成為卡佩王朝在勃艮第公國的末代領主。約翰二世為了確保勃艮第公國忠於王室，重新將這塊領土分配給么子—勇敢的菲利普，並且請求神聖羅馬帝國授予勃艮第法蘭琪-康堤地區。同屬卡佩王朝的納瓦拉國王查理二世想宣稱勃艮第公國的繼承權，造成納瓦拉國王與法王發生衝突，直到1364年科什雷勒戰役，查理二世的戰敗確立瓦盧瓦─勃艮地王朝的統治。勃艮第公國在接下來100多年不斷擴張，並在路易十一重新兼併前成為法蘭西背後的一根芒刺。
- 自由傭兵之亂

雖然英法之間簽訂和平條約，但是法蘭西內部卻無法擺脫戰亂。由於經濟問題，英法兩國遣散許多雇傭兵，這些雇傭兵在法蘭西內部流離失所，逐漸集結成動輒千人的「自由傭兵團」（Grandes compagnies），靠四處掠奪來維持生計。1361年春天，約翰二世不得不派軍討伐自由傭兵團，1362年卻在布里涅戰役反遭傭兵團擊敗。自此以後官方和民間改尋求武力以外的手段處理傭兵問題。
- 重回監禁

1363年，其子安茹的路易背信從英格蘭監禁下逃脫，基於騎士精神，約翰二世自願回到倫敦接受監禁以作為補償，他也因此得到「好人約翰」的稱呼。

### 智者查理
1364年約翰二世過世，號稱百年戰爭期間最具戰略才能的法王—「智者」查理五世繼位，但在繼位最初法軍就遭到嚴重打擊。同年9月，夏爾·德·布盧瓦在歐賴戰役中戰死，布列塔尼繼承戰爭宣告由英格蘭支持的蒙福爾家族取勝。同時與納瓦拉王國結束勃艮第公國爭奪，卻也造成上千名失去雇主的士兵加入自由傭兵團。由於自由傭兵團並未掠奪英格蘭控制的地區，而被當時人控訴他們有英格蘭在背後指使掠奪。

### 介入伊比利半島
雖然部分傭兵團跨越阿爾卑斯山加入義大利傭兵，但大部分仍留在法蘭西。查理五世曾想用船運帶他們到南歐對抗土耳其人卻失敗。1365年，他利用阿拉貢國王佩德羅四世與卡斯提爾國王佩德羅一世之間的戰爭，讓傳奇將領貝特朗·杜·蓋克蘭率領雇傭兵到西班牙協助阿拉貢。這顛覆了兩國間的軍力平衡，推翻親英的佩德羅一世並讓親法的恩里克二世繼承卡斯提爾王位。1367年，黑太子愛德華親自率軍來到西班牙，在納胡拉戰役擊敗貝特朗·杜·蓋克蘭。但是黑太子的戰役拖垮了英軍財政，佩德羅一世也無力彌補黑太子，英軍又因水土不服而病倒，黑太子只好帶兵回到據點亞奎丹。

## 第二階段：查理時期（1369-1380）

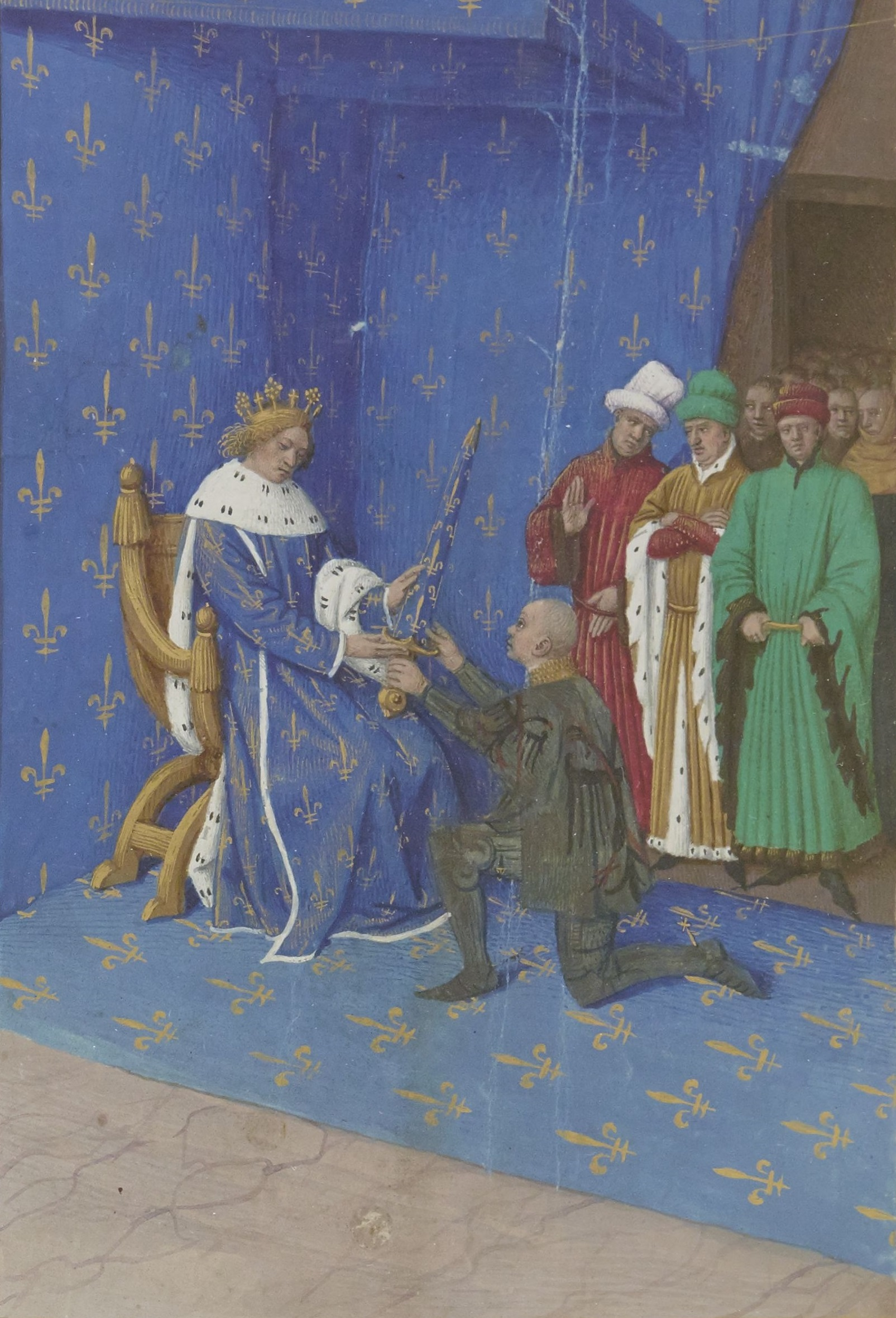
查理五世任命貝特朗·杜·蓋克蘭統領法軍

### 重拾戰端
黑太子愛德華回到亞奎丹，想靠徵收重稅來彌補財政，加斯科涅的貴族紛紛反抗，並向法王申訴。查理五世想藉機收回南方領土，召喚黑太子愛德華來巴黎接受審判，黑太子拒絕並威脅出兵巴黎。查理五世藉此宣告黑太子違法，而愛德華三世則以重新宣稱法蘭西王位繼承權作為回應。1369年，戰爭再度爆發。

### 戰局逆轉
開戰後，英格蘭兩度對法國發動騎行劫掠，分別是1372年由蘭開斯特公爵和1379年由白金漢伯爵所領導，但都不能像過去一樣對法軍帶來慘重打擊。相反的，查理五世和屬下貝特朗·杜·蓋克蘭、奧利維爾·德·克利松實施了游擊戰術。這種戰術發揮了法軍的人數優勢，藉由圍城戰和小衝突大幅減少英軍實力，而英軍的凝聚力和長弓的火力優勢也在這種戰術下遭到削弱。

### 收復領土
此時期最重要的一場戰鬥是1372年的拉羅歇爾海戰。彭布羅克伯爵率領的英格蘭海軍分隊為了支援普瓦圖並運來軍資金，但被卡斯提爾國王恩里克二世旗下的海軍襲擊。長達兩天的戰鬥中，拉羅歇爾港的居民拒絕協助英軍，而英軍在戰鬥中也頻頻失利，最後大量生還的貴族被捕，也失去了軍資金。這場海戰終結了英軍長達三十年的海上優勢，也讓貝特朗·杜·蓋克蘭順利收復西南方的領土。

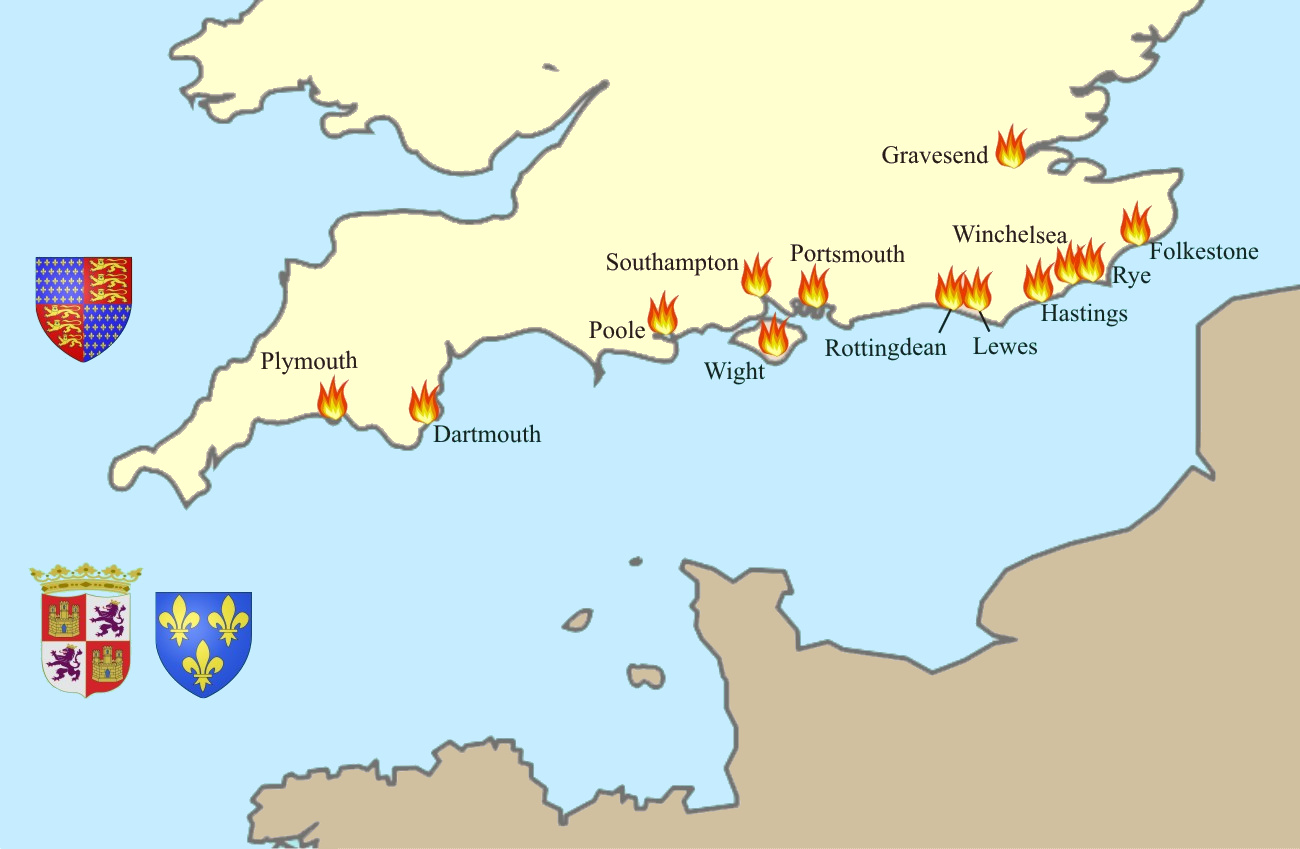
法蘭西-卡斯提爾海軍聯合侵襲英格蘭南岸。

雖然成功奪回了制海權，法蘭西海軍上將讓·德·維埃納意識到唯有打擊英格蘭本土才能有效阻止英軍再度入侵，在1374到1380年間聯合卡斯提爾艦隊對英格蘭南岸發動一系列的襲擊。
而在布列塔尼公國，新公爵让四世虽然转而效忠法兰西，但由於親英背景，加上受到布列塔尼人的反抗而逐步失去控制。他前往法蘭德斯尋求庇護又逃往英格蘭本土。雖然1379年，英格兰協助他恢復權力，但他見風轉舵而向法蘭西協商。1380年由於查理五世逝世而和新王查理六世簽訂條約，英格蘭也因此失去了登陸法蘭西的重要據點。

### 傳奇殞落
在此期間，英軍失去了三名重要領導人物。首先是約翰·錢多斯，黑太子的左右手，在1369年末於法軍奇襲中戰死。1370年，黑太子愛德華在利摩日圍城戰後，於隔年因病退休回到英格蘭，並在1376年病逝。另一位黑太子的重要將領，讓·德·格萊利在1372年拉羅歇爾海戰被俘虜，因為拒絕支付贖金，五年後於法蘭西的監禁下逝世。
到1380年，法蘭西收復了布勒丁尼條約與加萊條約中失去的大部分領土，英格蘭只剩下波爾多周邊以及北方的加萊港。不幸的是，查理五世與貝特朗·杜·蓋克蘭在數月間接連逝世。百年戰爭的第二階段就在沒有簽訂正式條約的狀況下劃下休止符。

## 第二停戰期（1380-1415）

### 休戰協定
1380年後，雙方雖然沒有簽訂正式條約，但是有許多次的休戰合約，不過這並沒有停止雙方在海上的衝突，英法兩國以及卡斯提爾王國在英吉利海峽與兩岸的港口間持續處在對峙狀態。
由於1377年英王愛德華三世逝世，由黑太子愛德華年僅11歲的兒子理查二世繼位，理查二世的叔叔藉機擴大權力，反對他的貴族發動叛亂奪權掌控新王。理查二世統治前期為了穩定國內的政局，而無暇將精神放到法蘭西上，他本人也成為主和派。1389年，英法兩國簽訂勒蘭岡停戰協議，英王理查二世並在1396年和法蘭西年僅七歲的公主瓦盧瓦的伊莎貝拉成婚，兩國才開啟一段較為長久的停戰期。

### 社會動盪
由於長年的戰亂，兩國的社會都遭到嚴重的動搖。1381年，英格蘭因為人民不堪政府課徵人頭稅，爆發瓦特·泰勒農民起義，這成為英國史上最大的農民叛亂，也促進了未來農奴制度的改革。緊接著在1382年，巴黎與魯昂的市民也因為反對重稅爆發鉛錘黨暴動。

### 根特叛亂與德賓塞十字軍

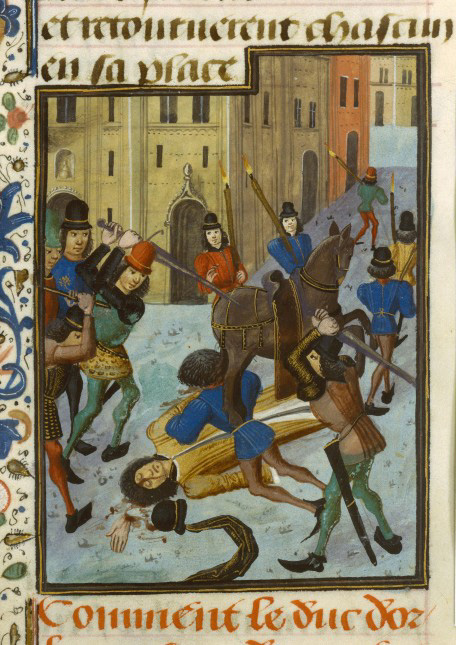
奧爾良的路易被暗殺

英格蘭過去的主戰派因為看不到盡頭的戰爭而逐漸轉為主和派，但卻也因此讓他們失去兩次再度介入法蘭西的良機。1380年代初期，菲利普·范阿特威爾德繼其父在根特向法蘭德斯伯爵發動叛亂，法蘭德斯伯爵向法王與勃艮第公爵求助，菲利普也向舊盟友英格蘭請求支援，但英格蘭議會沒有立即支援根特叛亂。菲利普雖然在1382年貝弗豪茲維德戰役大勝而佔領布魯日，但在同年11月羅斯貝克戰役中戰敗身亡。叛亂失敗導致法蘭德斯伯國向法蘭西效忠。
由於天主教會大分裂，英格蘭支持的教宗烏爾巴諾六世向法蘭西支持的亞維儂對立教宗克勉七世發動十字軍。藉著法蘭德斯暴動，教宗請求英格蘭出兵支持十字軍。1383年，諾維奇主教發動十字軍卻以失敗收場，英格蘭議會審判十字軍領袖，而約翰的叔叔在三年後利用其妻宣稱卡斯提爾的王位繼承權。

### 法蘭西內戰
1392年，法王查理六世精神病發，失去意識能力，法蘭西貴族之間爆發權力爭奪。其中最具影響力的兩大勢力分別是王弟奧爾良的路易跟王叔勃艮第公爵勇敢的菲利普。1407年由於菲利普之子無畏的約翰密謀刺殺路易，導致內戰爆發。法蘭西王室分裂為奧爾良─阿馬尼亞克派與勃艮第派互相對立，這場內戰癱瘓了法蘭西宮廷十數年，也導致了英格蘭再次入侵。

## 第三階段：蘭開斯特前期（1415-1429）

### 二度入侵

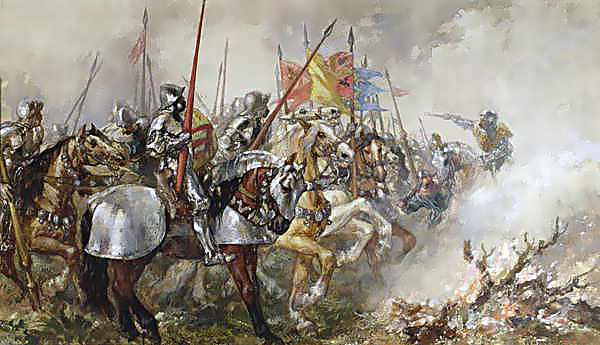
亨利五世在阿金庫爾戰役

1399年，英王理查二世遭到廢黜，由亨利四世開啟蘭開斯特王朝。藉由篡奪得權的亨利除了確保王位穩固，也將目光移到法蘭西的王位上。1415年，趁著法蘭西內戰，亨利五世登陸法蘭西並占領了哈弗勒爾港，並在10月25日的阿金庫爾戰役大敗法軍，為英軍第三大捷。三年後，英格蘭與勃艮第組成同盟，於1419年征服了諾曼第地區，只剩下聖米歇爾山持續抵抗。同時，勃艮第的無畏約翰佔領巴黎，殘存的阿馬尼亞克派與王太子查理逃到羅亞爾河以南建立政府。

### 特魯瓦條約
此時，無畏約翰開始考慮停止內戰並和阿馬尼亞克派一起對抗英格蘭。1419年9月10日，他前往和王太子的和談途中卻遭到刺殺。他的兒子好人菲利普立刻指控王太子查理為主謀並和英格蘭重新建立穩固同盟。
1420年，王太子被迫簽下比布勒丁尼條約更加屈辱的特魯瓦條約。王太子查理被剝奪法蘭西王位繼承權，而英格蘭國王亨利五世將在法王逝世後繼承法蘭西王位。為了確保條約效力，亨利五世和查理六世的女兒凱瑟琳結婚，並誕下一子。

### 爭端再起
1422年，出乎意料地，查理六世和亨利五世接連去世，而繼承人亨利六世未滿1歲。這讓王位繼承權的問題再度浮上檯面。英格蘭攝政王貝德福德公爵—蘭開斯特的約翰和勃艮第派共同扶持亨利六世，而南方的阿馬尼亞克派則支持王太子查理繼位，雙方再爆衝突。
1424年，攝政王貝德福德公爵在韋納伊戰役再度擊敗法軍。他打算全面擊垮王太子查理的勢力，於1428年靠著勃艮第派的協助入侵法蘭西中部，並發動奧爾良之圍。

## 第四階段：蘭開斯特後期（1429-1435）

### 奇蹟降臨

聖女貞德扭轉百年戰爭的形勢，使法國反敗為勝。

1429年春，一個意外的事件為法蘭西帶來奇蹟性的逆轉。一名來自邊境村落棟雷米的少女—貞·德，造訪王太子在希農城堡的宮廷。她宣稱受到上帝指引要帶領王太子前往蘭斯接受加冕，並由英格蘭手中解放法蘭西。
成功說服王太子後，她領兵前往被英軍包圍的奧爾良，並在5月初瓦解了英軍的包圍網。一個月後，又在帕提戰役中擊潰英軍。7月，在一路的勝利之下帶領王太子在蘭斯完成加冕，貞德的聲勢達到最高峰。
9月，貞德在準備不充分的狀況下攻打巴黎失敗。隔年5月，她嘗試從康白尼之圍突圍失敗，被勃艮第派俘虜，轉讓給英格蘭。在英格蘭主導的審判下，貞德被判定為異端。1431年5月30日，於盧昂被以火刑處死。

### 盟軍瓦解
貞德的死亡在未來數年鼓舞了法蘭西的人民反抗英格蘭，造成英軍的潰敗。1435年，英法與勃艮第召開了阿拉斯會議，嘗試締結另一次的和平條約。英格蘭在途中宣布退出會議，讓法蘭西與勃艮第私下進行和談，結果法蘭西以確保勃艮第公國的獨立為條件，使勃艮第轉向支持查理七世。英格蘭因此失去唯一且非常重要的盟友。

## 戰爭末期（1435-1453）

1435年英格蘭-勃艮第同盟與法蘭西的領土

### 戰局停滯
雖然法蘭西看似處在勝利的勢頭上，戰局卻停滯了近二十年。查理雖然在1436年收復巴黎，但1439年，勃艮第公國和英格蘭私下和談，從戰爭中抽身並改向低地國家擴張。1440年，王太子路易拉攏不滿查理七世的貴族發動布拉格里叛亂。同時，一群自稱「剝皮人」(Écorcheurs)的自由傭兵團四處進行掠奪。

### 法軍改革
1439年，在看似混亂的局勢之中，王室召開了三級會議，給予國王不經議會徵稅與建立常備軍的權力，使王權大幅集中。1445年，實施軍事改革吸收自由傭兵成為「王法軍團」（compagnies d'ordonnance），大幅解決傭兵的問題。同時也招募菁英弓箭手組成法蘭克弓兵團（Franc-archer），成為常備部隊。另一項重大改革在於大幅利用火藥武器，使法蘭西建立當時歐洲最強大的火炮部隊。

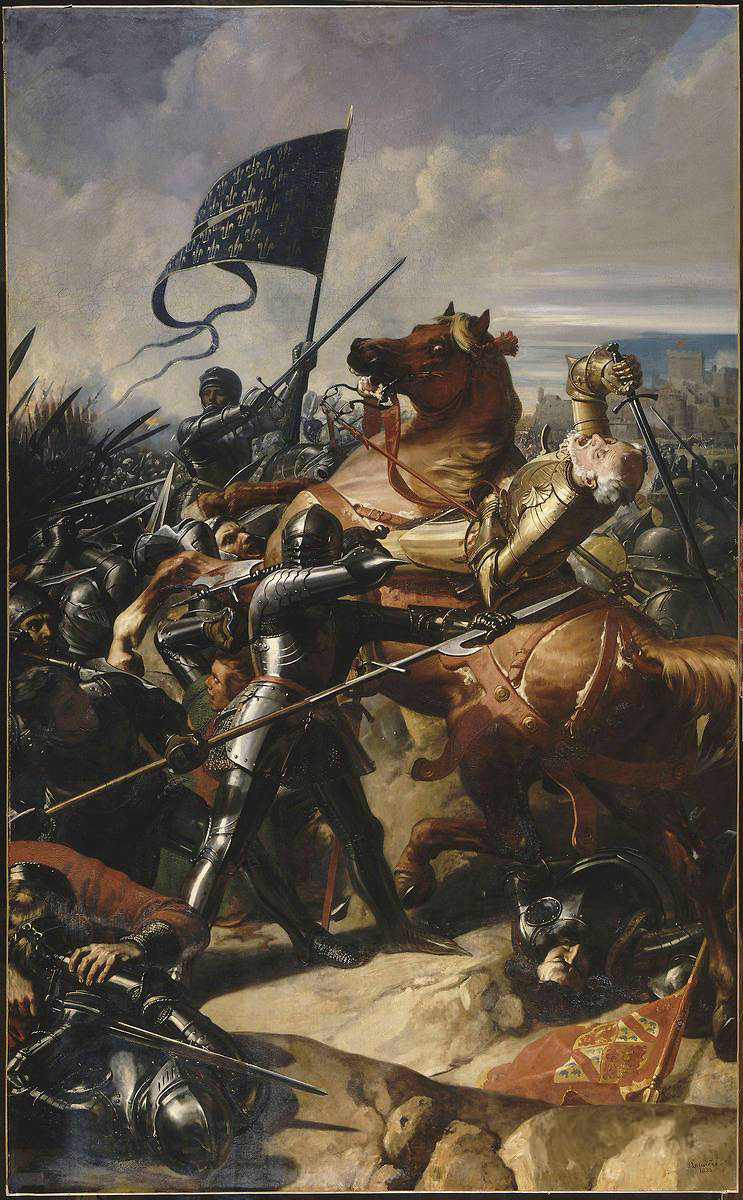
約翰·塔爾博特戰死於卡斯蒂永戰役，宣告百年戰爭的結束。

### 圖爾條約
1444年5月，英法簽訂圖爾條約，法王查理七世將王后的外甥女安茹的瑪格麗特嫁與英王亨利六世，雙方除了停戰21個月。英方還必须以割讓曼恩一地作聘金，但英方直到1448年法軍壓境下才肯放手。圖爾條約不但讓法方得到充分的整軍時間，也最終決定百年戰爭的走向。

### 戰爭終結
1449年，查理七世在完成改革並招募許多有才能的將領後，對英格蘭發動了最終攻勢。僅僅在一年之內，法軍打贏福爾米尼戰役並收復諾曼第地區。接著立刻轉向南方的亞奎丹，在1450-51年間奪下了波爾多和巴約訥兩大城市。
英軍最後的掙扎來自隔壁的加斯科涅地區，當地人民反抗法蘭西，並向英格蘭求助，亨利六世派出阿金庫爾戰役唯一健在的傳奇將領，約翰·塔爾博特前來支援。1453年7月17日，塔爾博特和他的加斯科涅軍團在卡斯蒂永戰役被法軍的精銳火炮部隊擊敗。數月內，法軍收復了法蘭西除加萊港外所有領土，百年戰爭到此劃下句點。

## 影響
百年戰爭對英格蘭和法蘭西的人民都是大災難，期間又逢黑死病爆發，兩國受到戰爭和疫病雙重打擊，普遍經濟重創，民不聊生。此戰後統治英格蘭的蘭卡斯特王朝喪失所有的法蘭西領地(僅剩加萊)，因長年戰費需求，英王需向國會籌款，使得英國西敏制逐漸鞏固，官僚內大量改用英文書寫，促使英格蘭的民族意識興起。
法蘭西身為戰事進行之地，國土滿目瘡痍，人民流離失所。阿金庫爾戰役中，法國高級貴族損失慘重，騎士階層走向衰退，取而代之的是王室控制的官僚與軍事專業人士。法王強化了對貴族與城市的控制，臣民不再僅效忠封君而是國王。法蘭西興起如《貞德傳》、《百年戰爭編年》等以民族為主題的歷史敘事，產生民族意識的萌芽，為16世紀宗教改革之後，出現的現代民族主義提供發展與反思，直到法國大革命爆發，建立屬於現代民族的共和國。

## 军史地位
百年戰爭發生於1337年－1453年之間。後者也是中世纪结束的标志之一。战争过程中，双方的武器装备、战争体制、战术思想都有缓慢而深刻的改变。
战争开始时，兩國主要以西欧原來的贵族兵源制，由各领主募集軍队，有服役時間考量。這對跨海远征的英格蘭很不利，於是轉而招募更多来自下层人民的雇佣兵，並配合以有名的长弓兵战术。法蘭西則迫於初期戰局失利，必須擴張王室統合權力以抵擋外敌。因此在战争结束時，雙方都已走上中央集权的道路。
英格蘭在数次戰役得胜，严重挑战了西欧贵族骑兵的军事垄断地位。戰後，胜利的法蘭西仍保留許多重骑兵传统，但步兵能够打敗骑兵的思想已經流傳四方，步兵的重要性從此不斷提升，而骑兵的地位则不断下降。
戰爭初期，法蘭西在各次大会战都使用重骑兵正面冲击，到了1415年的阿金库尔战役，已模仿对手讓部分骑兵下马徒步战斗，這说明骑兵步兵的战場角色已大幅改变，但騎士的地位依然重要，從百年戰爭中法軍對英軍數場如屠殺般的勝利就可以看出，标识出贵族骑士階層的衰退和民族战争特性的兴起。
双方的武器装备也有很多演進。如何设计和应用攻城武器，對戰事發展有重大份量。锁子甲在歐洲已超過千年歷史。戰爭初期，它仍是最好的護身装备。但中后期的贵族骑士已普遍使用新創的板甲，防護力大為增進。1513年的弗洛登戰役，板甲已讓稱雄300年的英格蘭长弓失去效用了。
百年戰爭期間火炮的地位也逐漸提升，戰爭初期的阿訥默伊登海戰是歐洲史紀錄上第一次在船艦上搭載火炮的海戰。到了15世紀火藥與鑄炮技術大幅改善，火炮被大量運用在攻城戰中，聖女貞德便是擅用火炮攻城的能手之一。戰爭末期，蛇砲的出現大幅提升火砲的機動性，使火炮在野戰中也具有威脅性。法軍菁英砲手讓·布羅首創野戰砲陣地，利用超越長弓的射程與火力壓制敵軍，結束了長弓手的黃金時代。

### 引用和注释
1. ↑  黛博拉·A.弗雷奧利. . 上海社會科學院出版社. 2013. ISBN 978-7-5520-0324-6.
2. ↑  Charles de la Roncière, Histoire de la Marine Française, p. 18.

1. ↑  法国皇冠（法語：Couronne de France）在法语里是国王对法兰西王国的政治主权的有形或无形的象征。
2. ↑  騎行劫掠作戰是百年戰爭期間的常用戰術，在快速進軍的同時對沿途村莊進行掠奪，以拖垮敵人的生產與補給能力。
3. ↑  他是瓦盧瓦王室成員，腓力六世的外甥。
4. ↑  一直到1558年，法蘭西才終於收復加萊。

### 文献
书籍
- Allmand, Christopher, The Hundred Years War: England and France at War, c.1300-c.1450, Cambridge University Press, 1988, ISBN 978-0-521-31923-2 （英文）
- Braudel, Fernand, The Perspective of the World, vol III of Civilization and Capitalism 1984 (in French 1979). （英文）
- Burne, Alfred, The Agincourt War, Wordsworth Military Library ISBN 978-1-84022-211-1 （英文）
- Seward, Desmond, The Hundred Years War. The English in France 1337-1453, Penguin Books, 1999, ISBN 978-0-14-028361-7 （英文）
- Sumption, Jonathan, The Hundred Years War I: Trial by Battle, University of Pennsylvania Press, September 1999, ISBN 978-0-8122-1655-4 （英文）
- Sumption, Jonathan, The Hundred Years War II: Trial by Fire, University of Pennsylvania Press, October 2001, ISBN 978-0-8122-1801-5 （英文）
- Dunnigan, James F., and Albert A. Nofi. Medieval Life & The Hundred Years War, online book. （英文）
- Wagner, John A. Encyclopedia of the Hundred Years War. Westport, CT: Greenwood Publishing Group, August 2006. ISBN 978-0-313-32736-0 （英文）
- Bennett, Matthew: Agincourt 1415, Osprey´s, Reed, Londres, 1991. Ed. Cast.: Del Prado, Madrid, 1995. ISBN 978-84-7838-540-9. （西班牙文）
- Dos Santos, Marcelo: Jacques de Molay, Aguilar, Madrid, 2006. ISBN 978-84-03-09675-2. （西班牙文）
- Dunan, Marcel; Mosca, Roberto; et. al (dir): Historia Universal, Tº II, Noguer, Rizzolli, Larousse. Ed. Cast.: ANESA, Barcelona, 1974. ISBN 978-84-279-6646-8. （西班牙文）
- Sackville-West, Vita: Juana de Arco, Siruela, Madrid, 2003. ISBN 978-84-7844-705-3. （西班牙文）
- Townson, Duncan: Breve historia de Inglaterra, Alianza, Madrid, 2004. ISBN 978-84-206-5814-8. （西班牙文）

## 外部連結
- 百年戰爭時間表 （页面存档备份，存于）（英文）
- 百年戰爭 (1337-1453) （页面存档备份，存于） 由 Internet Medieval Sourcebook（英语：Internet Medieval Sourcebook）所提供（英文）